# شبوکند
شبوکند یکی از شهرهای منطقه سانچارک در ولایت سرپل می‌باشد.

## جغرافیا
شبوکند در ولایت سرپل واقع گردیده‌است و دارای آب و هوای معتدل با تابستان‌های نسبتاً گرم و زمستان‌های سرد می‌باشد. فصل بهار در این روستا بسیار زیبا می‌باشد.

## اقتصاد
شغل اکثر مردیم این شهر دامداری کشاورزی می‌باشد و به خاطر آب و هوای بارانی اکثر زمین‌های این شهر کوچک به صورت دیم می‌باشد.

## جمعیت
جمعیت آن در حدود ۲۰۰ خانوار تخمین زده می‌شود. همچنین تعداد زیادی از افراد این روستا هم‌اکنون در ایران مهاجر هستند.

## حمل‌ونقل
هم اکنون با طرح‌های دولت افغانستان راه‌های شوسه و آسفالته این شهر آماده بهره‌برداری قرار گرفته‌است که مسافت بین این روستا تا مرکز ولایت و ولسوالی‌های اطراف را بسایر کوتاه می‌کند و باعث ارتباط بهتر مردم این شهر با شهرهای اطراف گشته است.

## سرشناسان
از کشته‌شدگان این شهر در زمان حمله ارتش شوروی حجت‌الاسلام سید کاظم حسینی معروف به‌آقای فاضل و آقای مجاهد می‌باشد که در فرودین سال ۱۳۶۱ بدست این نیروها کشته شد و در بالای تپه‌ای کنار منزل خود به خاک سپرده شد. وی در طول عمر ۳۵ ساله خود منشأ خدمات بسیاری به مردم روستا (شهر کنونی) خود شدند از ایشان یک پسر و یک دختر باقی‌مانده‌است. پسر ایشان سید ضیاء حسینی در حال حاضر مشاور ارشد وزارت امور شهرسازی افغانستان می‌باشد.
پدر سید کاظم حسینی حجت‌الاسلام سید هاشم حسینی فرزند حجت‌الاسلام سید قاسم حسینی از بزرگان لبنان و عراق بوده‌اند. سید قاسم توسط آیت‌الله سید حیدر نجفی شکشیری از کربلا به شبوکند آورده شده‌است و سپس دختر خود را به عقد سید قاسم جوان در می‌آورد و سید قاسم در شبوکند ماندگار می‌گردد. پدر سید قاسم از اکابر لبنان بوده‌است که برای ادامه تحصیل دروس حوزوی ابتدا به نجف اشرف و سپس به کربلای معلی مهاجرت می‌نماید و دوستی دیرینه‌ای با آیت‌الله سید حیدر شمشیری نجفی و شهید آیت‌الله بلخی داشته‌اند.
از دیگر اعلام شبوکند، سید محمدحسین هاشمی بلخی شبوکندی مؤلف  کتاب إرشاد المبتدئین في القوانین است که شرحی بر بحث مشتق در کتاب القوانین المحکمة است. علامه آقا بزرگ تهرانی از او و کتابش در الذریعة ج۱ ص۵۱۸ یاد کرده است.